# Hoover (cheval)
Pour les articles homonymes, voir Hoover.
Hoover (né le 2 juin 2012) est un cheval hongre KWPN de robe grise, monté en saut d'obstacles par les cavaliers français Aymeric de Ponnat et Julien Épaillard, puis par le belge Mathieu Guéry.

## Histoire
Hoover naît le 2 juin 2012. 
Durant ses jeunes années, il est entraîné et monté au saut d’obstacles jusqu'au niveau international CSI4* exclusivement par Aymeric de Ponnat. Ce dernier témoigne en 2021 dans le périodique Grand Prix magazine de la bonne évolution sportive de ce cheval, auquel il prédestine une carrière au plus haut niveau.
Hoover est ensuite confié début 2023, âgé de onze ans, au cavalier français Julien Épaillard, second meilleur cavalier de saut d'obstacles mondial à cette époque. Le duo participe aux concours de saut d'obstacles de Notre-Dame-d'Estrées et de Saint-Lô, puis reprend le niveau international en avril 2023, au CSI2* de Deauville, puis en mai, au Grand Prix du CSI 3* de Canteleu et au CSI4* de Bourg-en-Bresse. 
Fin février 2024, il est vendu pour être confié au jeune cavalier Mathieu Guéry, fils du cavalier belge international Jérôme Guéry, en vue d'une participation aux épreuves pour jeunes cavaliers de saut d'obstacles.

## Description

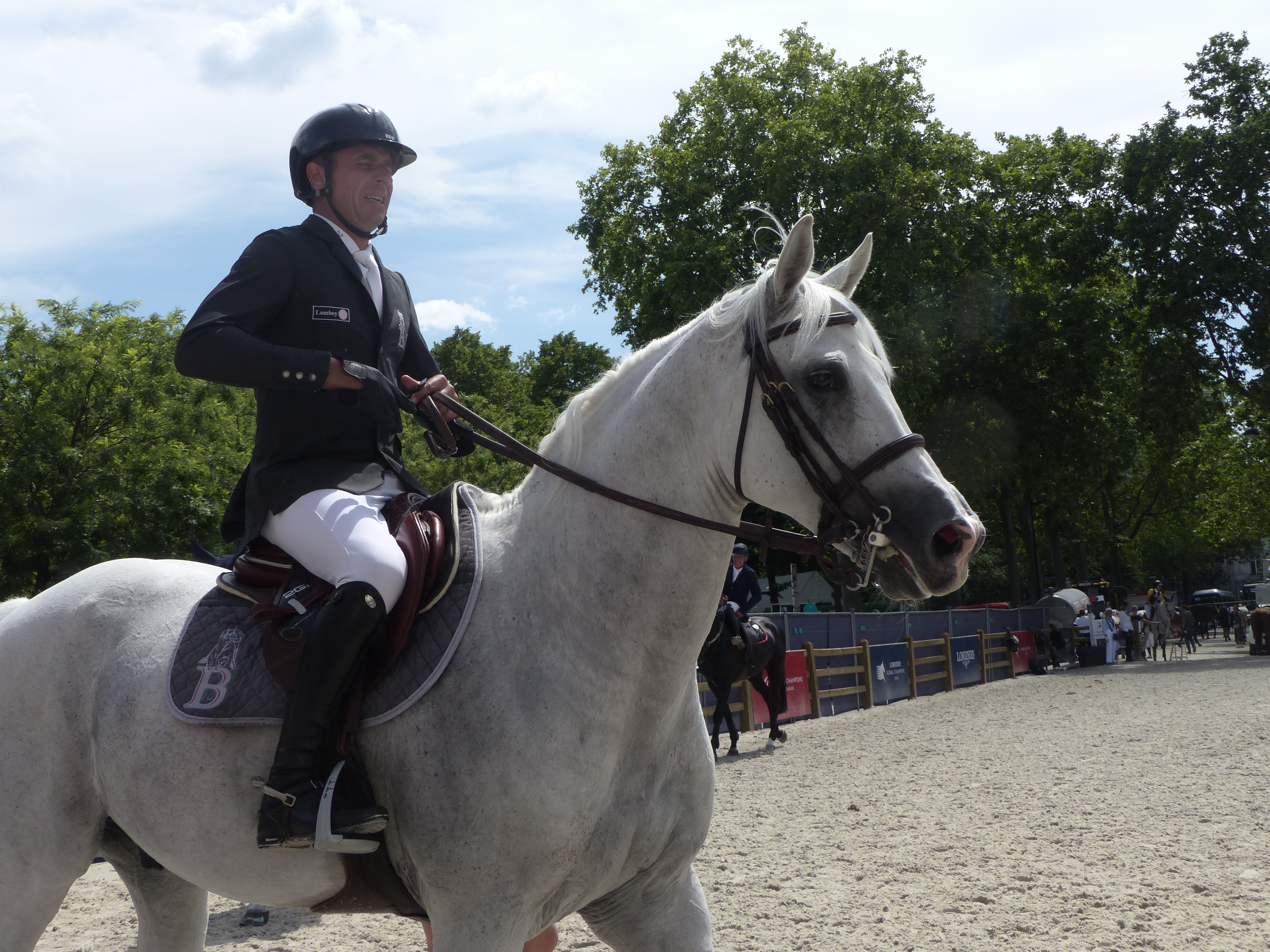
Hoover monté par Julien Epaillard.

Hoover est un cheval hongre de robe grise, inscrit au stud-book du KWPN. Il mesure 1,68 m.

## Palmarès
Il remporte le prix départemental de Loire-Atlantique en juin 2023 sur une hauteur de 1,45 m, monté par Épaillard, alors qu'il est monté pour la première fois en concours sur un terrain en herbe,.

## Origines
Hoover est un fils de l'étalon Clinton, et de la jument Aphrodite, issue de l'étalon Holsteiner Carthago. 